# Glipostenoda takaosana takaosana
Glipostenoda takaosana takaosana es una subespecie de coleóptero de la familia Mordellidae.

## Distribución geográfica
Habita en Japón y la isla de Formosa.